# Joaquín Peiró
Joaquín Peiró Lucas (Madrid, 29 gennaio 1936 – Madrid, 18 marzo 2020) è stato un calciatore e allenatore di calcio spagnolo, di ruolo attaccante.

## Biografia
Nativo della capitale iberica, è ivi deceduto il 18 marzo 2020 all'età di 84 anni.

## Caratteristiche tecniche
Soprannominato Galgo («levriero» in spagnolo) per la velocità e il fisico longilineo, iniziò la carriera in veste di ala calandosi poi con successo nel ruolo di punta centrale facendo valere l'opportunismo sottorete e il senso del gol.
L'attitudine a realizzare «gol di rapina» ne determinò anche il soprannome di Ala infernal.

## Carriera

### Giocatore

#### Club

##### Atlético Madrid
La prima tappa della sua carriera si svolse in patria con l'Atlético Madrid, componendo assieme a Enrique Collar un interessante paio di laterali offensivi: a impreziosirne il trascorso coi Colchoneros furono due vittorie in coppa nazionale e la conquista della Coppa delle Coppe avvenuta nel 1962, col giocatore a segno contro la Fiorentina sia nell'originaria finale che nella ripetizione della stessa indotta da un pareggio. Conta inoltre 16 apparizioni nella stracittadina madrilena con 6 realizzazioni all'attivo, tra cui una doppietta nella gara del 2 luglio 1961 valevole per l'atto conclusivo della coppa iberica.

##### Torino
Ingaggiato dal Torino subito dopo l'affermazione colta in campo europeo, debuttò in Serie A il 14 ottobre 1962 nell'incontro che vide i granata imporsi col minimo scarto a danno della SPAL: ad archiviarne l'annata d'esordio concorse il raggiungimento della finale di Coppa Italia, poi persa contro l'Atalanta.
Durante la seconda stagione nel capoluogo piemontese risultò top scorer del summenzionato torneo, contribuendo con 4 marcature — l'ultima delle quali nella stracittadina sabauda andata in scena il 14 giugno 1964 — a un nuova partecipazione della compagine alla finale arrisa però alla Roma.

##### Inter

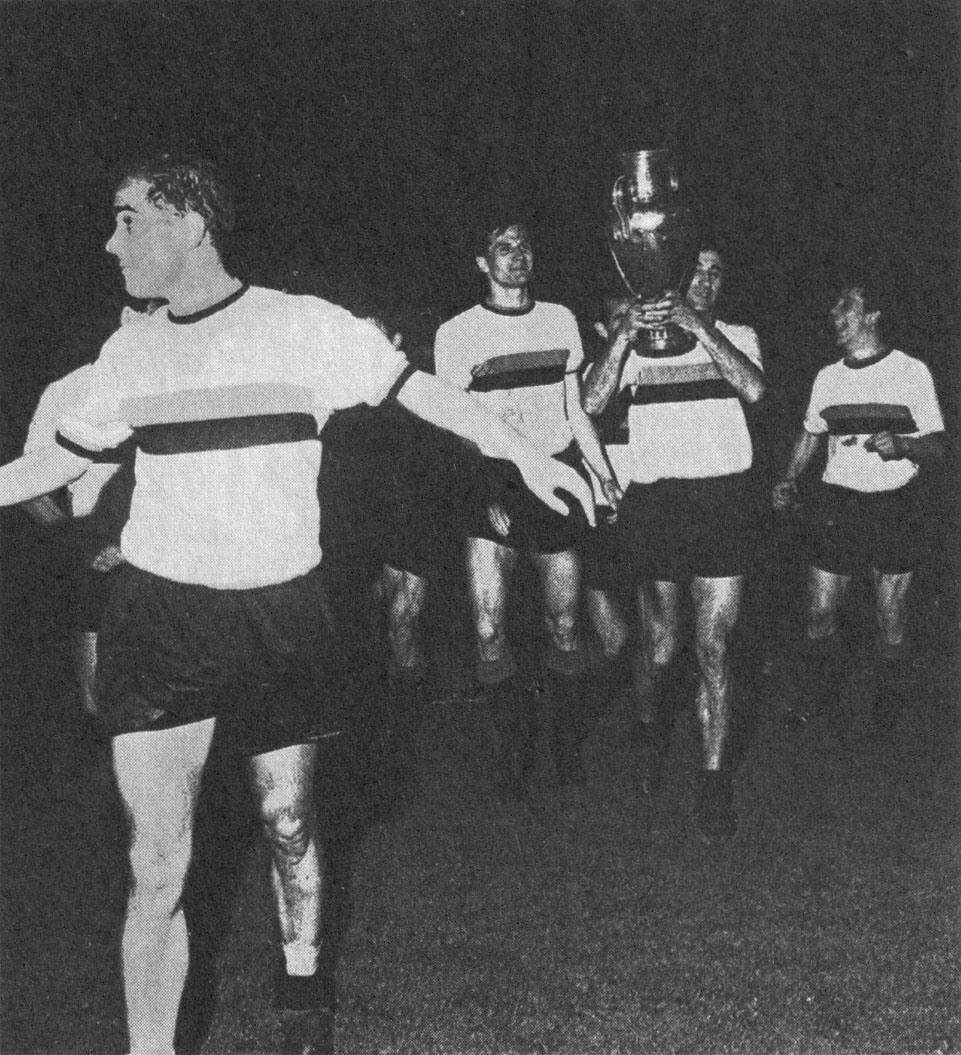
Peiró all'Inter, tra i suoi compagni di squadra, con in mano il trofeo della Coppa dei Campioni 1964-1965

Nell'estate 1964 fu tesserato da un'Inter reduce dal trionfo europeo e in cerca di nuove pedine per l'attacco: nel mese di settembre si aggiudicò il titolo mondiale che i nerazzurri fecero proprio dopo una triplice sfida con l'argentino Independiente, avversario contro il quale la punta scese in campo nella partita d'andata e nello spareggio. La contemporanea titolarità del brasiliano Jair e del connazionale Suárez ne circoscrisse l'utilizzo alle manifestazioni internazionali, il cui apparato regolamentare fissava un tetto massimo di tre effettivi stranieri: a limitarne le apparizioni domenicali occorsero poi le gerarchie interne, con l'infortunio di Milani sopperito dalla rotazione di Domenghini e Mazzola al centro dell'attacco.
L'ex torinista conobbe comunque maggiori fortune in Coppa Campioni, assurgendo a protagonista del retour match contro il Liverpool svoltosi il 12 maggio 1965 e valido per le semifinali: coi milanesi chiamati a ribaltare un passivo di 3-1 subìto in terra britannica, l'attaccante sbloccò il punteggio nei minuti iniziali sottraendo la palla all'estremo difensore Lawrence mentre questi si accingeva al rinvio e depositando nella rete sguarnita. Vane risultarono le proteste degli inglesi, i quali sostennero che il centravanti avesse compiuto un'azione fallosa: la vittoria per 3-0 spalancò ai nerazzurri le porte della finale, evento arriso agli uomini di Herrera a scapito del Benfica col numero 9 in campo per l'intera durata dell'incontro.
Contestualmente vincitore del tricolore, l'8 settembre 1965 aprì le marcature in avvio di gara contro l'Independiente nel primo round di una Coppa Intercontinentale mantenuta in bacheca dai lombardi: pur continuando a vestire i panni del rincalzo, il trentenne spagnolo — autore tra l'altro di una doppietta al Ferencvaros in Europa — aggiunse al palmarès un nuovo Scudetto.

##### Roma

Peiró (accosciato, terzo da destra) alla Roma nella stagione 1966-1967

L'ultima esperienza italiana furono quattro anni con la Roma, indossandone i gradi di capitano dal 1968 al 1970. Durante la partita di ritorno contro l'Inter del campionato 1966-67 del 19 marzo 1967 fallì un rigore
Il trionfo in Coppa Italia del giugno 1969 — cui contribuì andando a segno in 6 occasioni — arricchì il passaggio capitolino, con le scarpe appese al chiodo nel 1970.

#### Nazionale
Ha vestito i colori della Spagna dal 1956 al 1966, partecipando a due edizioni del Mondiale.

### Allenatore
Vincitore della Coppa Intertoto UEFA 2002 alla guida del Malaga, lasciò poi la società nel 2004 in coincidenza del definitivo ritiro.

## Statistiche
Statistiche aggiornate al 31 dicembre 1970.

### Presenze e reti nei club
| Stagione               | Squadra                | Campionato             | Campionato | Campionato | Coppe nazionali | Coppe nazionali | Coppe nazionali | Coppe continentali | Coppe continentali | Coppe continentali | Altre coppe | Altre coppe | Altre coppe | Totale | Totale |
| Stagione               | Squadra                | Comp                   | Pres       | Reti       | Comp            | Pres            | Reti            | Comp               | Pres               | Reti               | Comp        | Pres        | Reti        | Pres   | Reti   |
| ---------------------- | ---------------------- | ---------------------- | ---------- | ---------- | --------------- | --------------- | --------------- | ------------------ | ------------------ | ------------------ | ----------- | ----------- | ----------- | ------ | ------ |
| 1954-1955              | Real Murcia            | SD                     | 22         | 15         | CG              | 2               | 0               | -                  | -                  | -                  | -           | -           | -           | 24     | 15     |
| 1955-1956              | Atlético Madrid        | PD                     | 16         | 9          | CG              | 7               | 3               | -                  | -                  | -                  | -           | -           | -           | 23     | 12     |
| 1956-1957              | Atlético Madrid        | PD                     | 30         | 15         | CG              | 1               | 1               | -                  | -                  | -                  | -           | -           | -           | 31     | 14     |
| 1957-1958              | Atlético Madrid        | PD                     | 24         | 17         | CG              | 0               | 0               | -                  | -                  | -                  | -           | -           | -           | 24     | 17     |
| 1958-1959              | Atlético Madrid        | PD                     | 25         | 11         | CG              | 5               | 2               | CC                 | 10                 | 6                  | -           | -           | -           | 40     | 18     |
| 1959-1960              | Atlético Madrid        | PD                     | 24         | 17         | CG              | 8               | 8               | -                  | -                  | -                  | -           | -           | -           | 32     | 24     |
| 1960-1961              | Atlético Madrid        | PD                     | 24         | 12         | CG              | 10              | 5               | -                  | -                  | -                  | -           | -           | -           | 34     | 17     |
| 1961-1962              | Atlético Madrid        | PD                     | 20         | 8          | CG              | 3               | 2               | CdC                | 9                  | 6                  | -           | -           | -           | 32     | 16     |
| sett.1962              | Atlético Madrid        | PD                     | 3          | 6          | -               | -               | -               | -                  | -                  | -                  | -           | -           | -           | 3      | 6      |
| Totale Atletico Madrid | Totale Atletico Madrid | Totale Atletico Madrid | 166        | 95         |                 | 34              | 21              |                    | 19                 | 12                 |             |             |             | 219    | 128    |
| ott.1962 -giu.1963     | Torino                 | A                      | 14         | 1          | CI              | 3               | 1               | CM                 | 2                  | 3                  | -           | -           | -           | 19     | 5      |
| 1963-1964              | Torino                 | A                      | 32         | 9          | CI              | 5               | 4               | -                  | -                  | -                  | -           | -           | -           | 37     | 13     |
| Totale Torino          | Totale Torino          | Totale Torino          | 46         | 10         |                 | 8               | 5               |                    | 2                  | 3                  | -           | -           | -           | 56     | 18     |
| 1964-1965              | Inter                  | A                      | 15         | 4          | CI              | 3               | 1               | CC                 | 7                  | 3                  | CInt        | 2           | 0           | 27     | 8      |
| 1965-1966              | Inter                  | A                      | 10         | 4          | CI              | 2               | 0               | CC                 | 6                  | 3                  | CInt        | 2           | 1           | 20     | 8      |
| Totale Inter           | Totale Inter           | Totale Inter           | 25         | 8          |                 | 5               | 1               |                    | 13                 | 6                  |             | 4           | 1           | 47     | 16     |
| 1966-1967              | Roma                   | A                      | 32         | 9          | CI              | 1               | 0               | -                  | -                  | -                  | -           | -           | -           | 33     | 9      |
| 1967-1968              | Roma                   | A                      | 20         | 3          | CI              | 1               | 1               | CM                 | 2                  | 0                  | CdA         | 4           | 1           | 27     | 5      |
| 1968-1969              | Roma                   | A                      | 27         | 4          | CI              | 11              | 6               | -                  | -                  | -                  | -           | -           | -           | 38     | 10     |
| 1969-1970              | Roma                   | A                      | 24         | 5          | CI              | 4               | 0               | CdC                | 9                  | 1                  | CdL+CAI     | 2+2         | 0+2         | 41     | 8      |
| Totale Roma            | Totale Roma            | Totale Roma            | 103        | 21         |                 | 17              | 7               |                    | 11                 | 1                  |             | 8           | 3           | 139    | 32     |
| Totale carriera        | Totale carriera        | Totale carriera        | 362        | 149        |                 | 66              | 34              |                    | 45                 | 22                 |             | 12          | 4           | 485    | 209    |

### Cronologia presenze e reti in nazionale
| Cronologia completa delle presenze e delle reti in nazionale ― Spagna | Cronologia completa delle presenze e delle reti in nazionale ― Spagna | Cronologia completa delle presenze e delle reti in nazionale ― Spagna | Cronologia completa delle presenze e delle reti in nazionale ― Spagna | Cronologia completa delle presenze e delle reti in nazionale ― Spagna | Cronologia completa delle presenze e delle reti in nazionale ― Spagna | Cronologia completa delle presenze e delle reti in nazionale ― Spagna | Cronologia completa delle presenze e delle reti in nazionale ― Spagna |
| Data                                                                  | Città                                                                 | In casa                                                               | Risultato                                                             | Ospiti                                                                | Competizione                                                          | Reti                                                                  | Note                                                                  |
| --------------------------------------------------------------------- | --------------------------------------------------------------------- | --------------------------------------------------------------------- | --------------------------------------------------------------------- | --------------------------------------------------------------------- | --------------------------------------------------------------------- | --------------------------------------------------------------------- | --------------------------------------------------------------------- |
| 3-6-1956                                                              | Lisbona                                                               | Portogallo                                                            | 3 – 1                                                                 | Spagna                                                                | Amichevole                                                            | 1                                                                     |                                                                       |
| 15-5-1960                                                             | Madrid                                                                | Spagna                                                                | 3 – 0                                                                 | Inghilterra                                                           | Amichevole                                                            | 1                                                                     |                                                                       |
| 10-7-1960                                                             | Lima                                                                  | Perù                                                                  | 1 – 3                                                                 | Spagna                                                                | Amichevole                                                            | -                                                                     |                                                                       |
| 17-7-1960                                                             | Santiago del Cile                                                     | Cile                                                                  | 1 – 4                                                                 | Spagna                                                                | Amichevole                                                            | 1                                                                     |                                                                       |
| 24-7-1960                                                             | Buenos Aires                                                          | Argentina                                                             | 2 – 0                                                                 | Spagna                                                                | Amichevole                                                            | -                                                                     |                                                                       |
| 18-5-1961                                                             | Madrid                                                                | Spagna                                                                | 1 – 1                                                                 | Galles                                                                | Qual. Mondiali 1962                                                   | 1                                                                     |                                                                       |
| 11-6-1961                                                             | Siviglia                                                              | Spagna                                                                | 2 – 0                                                                 | Argentina                                                             | Amichevole                                                            | -                                                                     |                                                                       |
| 3-6-1962                                                              | Viña del Mar                                                          | Messico                                                               | 0 – 1                                                                 | Spagna                                                                | Mondiali 1962 - 1º turno                                              | 1                                                                     |                                                                       |
| 6-6-1962                                                              | Viña del Mar                                                          | Brasile                                                               | 2 – 1                                                                 | Spagna                                                                | Mondiali 1962 - 1º turno                                              | -                                                                     |                                                                       |
| 23-6-1966                                                             | La Coruña                                                             | Spagna                                                                | 2 – 0                                                                 | Uruguay                                                               | Amichevole                                                            | -                                                                     |                                                                       |
| 13-7-1966                                                             | Birmingham                                                            | Argentina                                                             | 2 – 1                                                                 | Spagna                                                                | Mondiali 1966 - 1º turno                                              | -                                                                     |                                                                       |
| 15-7-1966                                                             | Sheffield                                                             | Svizzera                                                              | 1 – 2                                                                 | Spagna                                                                | Mondiali 1966 - 1º turno                                              | -                                                                     |                                                                       |
| Totale                                                                |                                                                       | Presenze                                                              | 12                                                                    |                                                                       | Reti                                                                  | 5                                                                     |                                                                       |

## Palmarès

### Giocatore

#### Club

##### Competizioni nazionali
- Coppa di Spagna: 2

Atletico Madrid: 1959-1960, 1960-1961
- Campionato italiano: 2

Inter: 1964-1965, 1965-1966
- Coppa Italia: 1

Roma: 1968-1969

##### Competizioni internazionali
- Coppa delle Coppe: 1

Atletico Madrid: 1961-1962
- Coppa dei Campioni: 1

Inter: 1964-1965
- Coppa Intercontinentale: 2

Inter: 1964, 1965

#### Individuale
- Capocannoniere della Coppa Italia: 1

1963-1964 (4 gol)

### Allenatore
- Coppa Intertoto UEFA: 1

Malaga: 2002